# خرفار نضير
خرفار نضير (الاسم العلمي: Phalaris primaeva) هو نوع نباتي يتبع جنس الخرفار من فصيلة النجيلية.